# Vrtičkarji
Vrtičkarji je slovenska humoristična nadaljevanka, ki je bila premierno predvajana leta 1999. Scenarij je napisal Andrej Rozman-Roza.
Igralsko zasedbo sestavljajo: Brane Grubar, Jernej Šugman, Maša Derganc, Jette Vejrup - Ostan, Gojmir Lešnjak-Gojc, Anja Sekavčnik, Boris Ostan, Barbara Lapajne-Predin, Alojz Svete, Franc Markovčič, Marko Derganc, Matjaž Tribušon, Gregor Bakovič,...